# Rio Guandu (Paraíba)
O rio Guandu  é um curso de água que banha o estado da Paraíba, no Brasil

## Localização
Este rio, segundo Ricardo S. Rosa & Fernando Groth, obra: "Ictiofauna dos Ecossistemas de Brejos de Altitude de Pernambuco e Paraíba": Para os brejos de altitude do estado da Paraíba, podemos destacar as bacias costeiras do rio Paraíba do Norte e rio Mamanguape, mais precisamente na região das cabeceiras de alguns de seus afluentes no Planalto da Borborema. No rio Paraíba, os afluentes que drenam a região dos brejos de altitude e áreas de influência são: a cabeceira do rio Ingá, no município de Areia, o riacho Camurim, no município de Salgado de São Félix, e o rio Natuba, no município de Natuba. Na bacia do rio Mamanguape, os brejos são drenados pelas cabeceiras do rio Guandu, seu principal afluente, no município de Solânea, e cabeceiras de afluentes na sua porção mais ocidental, como rio Angelim, no município de Areia, e rio Bananeiras.